# Challenge Day
Challenge Day este un film românesc din 2005 regizat de Napoleon Helmis (Nap Toader). Rolurile principale au fost interpretate de actorii Gheorghe Visu.

## Distribuție
Distribuția filmului este alcătuită din:
- Constantin Florescu — Mirele
- Lucian Ifrim — Alt boxer
- Constantin Drăgănescu — Administratorul
- Gheorghe Visu — Marin Matache
- Antoaneta Zaharia
- Sorana Huidan — Reportera TV
- Cristian Iacob — Un boxer
- Gheorghe Ifrim — Antrenorul de box
- Cuzin Toma — Paznicul stadionului